# S/S Turkia
S/S Turkia var ett grekiskt lastfartyg som sjönk i Suezviken i maj 1941. Fartyget har nu blivit ett mål för dykare. 

## Historik
Turkia byggdes i Kingston upon Hull i England 1909 åt företaget Thomas Wilson Sons & Co. och hette ursprungligen Liverno II. Hon var ett skonarriggat ångfartyg, 90 meter lång och 13 meter bred, med en ångmotor på 1000 hästkrafter och en maxfart på 9,5 knop. Fram till 1935 fraktade hon olika typer av gods inom Europa. Mellan 1920 och 1935 minskade handeln med Ryssland på grund av det ryska embargot på utländska fartyg. Man bestämde då att fartyget skulle säljas och 1935 såldes hon till West Hartlepool Navigation Shipping Company Ltd, för att därefter säljas vidare till det grekiska företaget Helleic Lines för 7200 pund. I december 1935 anlände hon till Pireus där hon döptes om till S/S Turkia.

## Förlisning
Turkias sista resa började i New York i maj 1941 på väg mot Pireus. Fartyget var lastat med sprängmedel, däck, ståltråd, metalltackor, fordon och skjutvapen. Då andra världskriget pågick vid denna tid var Gibraltarsundet stängt av axelmakterna och man var alltså tvungen att ta den långa vägen runt Afrika till medelhavet via Suezkanalen. I Suezviken drabbades fartyget enligt Lloyd's Register av en brand i lastrummet där sprängämnena förvarades. Man kunde inte kontrollera elden utan valde att överge fartyget. Tio minuter senare exploderade och sjönk Turkia på ett djup av 24 meter. Troligtvis sänktes hon alltså inte genom en krigshandling.